# Tine
Tine BA — крупнейший в Норвегии производитель молочных продуктов, кооператив, объединяющий около 15 850 фермеров и 5 734 работника. В Норвегии в своей сфере является практически монополистом, с оборотом 20.4 млрд норвежских крон (2013).
Для внутреннего рынка компания производит практически полный спектр молочных продуктов. На экспорт производятся сыр Ярлсберг (норвежский сыр с большими глазками), сыр из козьего молока Снофриск, сыр Риддер, и Гудбрандсдален под маркой «Ski-Queen».
Tine — один из нескольких крупных норвежских сельскохозяйственных кооперативов.

## История
В 1928 году была основана «Norske Meieriers Eksportlag» («группа экспорта норвежских молочных продуктов»). В 1942 году название изменилось на «Norske Meieriers Salgssentral» и в 1984 году на «Norske Meierier». Торговая марка Tine используется с 1992 года. Если бы Норвегия присоединилась к Европейскому союзу в 1994 году, то компании пришлось бы иметь дело с иностранными компаниями и ей нужно было укреплять свои позиции на рынке. После обвинений в монополизме в 2004 году Мортен Андреас Майер (консервативная партия Норвегии), бывший норвежским министром администрации и реформ, хотел принудительно разделить Tine, но не получил необходимой поддержки.

## Название
Слово норв. Tine — традиционная норвежская посуда для молока, сделанная из дерева. В прошлом, молочные продукты делались в домашних условиях, на семейных фермах, с использованием самой разной деревянной посуды, украшенной национальным норвежским орнаментом.

## Продукция
Сыр Ярлсберг
был создан в Норвегии в 1956 год]у, когда профессор Уле M. Эстгаард начал экспериментировать с некоторыми старыми рецептами из регионов Лорвиг и Ярлсберг на юге Норвегии. В результате чего появился полутвёрдый сыр средней жирности с отличительными большими круглыми глазками. Сыр подходит для сырной тарелки, приготовления салатов, канапе и горячих блюд.
Сыр Снофриск
впервые был представлен на Олимпийских играх в 1994 году в Лиллехаммере. Это мягкий сливочный сыр из 80 % козьего молока, 20 % коровьих сливок с добавлением соли. Снофриск существует в 2-х вариантах: полутвёрдый козий сыр Снофриск и свежетворожный сливочный Снофриск с добавлением коровьих сливок. Снофриск можно намазывать на бутерброд или смешивать с травами и чесноком. Поскольку Снофриск можно нагревать, сыр подходит для тушений или соусов как менее жирная альтернатива сливкам, сметане или сливочному крему. Снофриск подходит для десертных блюд, сливочных десертов или пирожных, вместе с фруктами и ягодами, в виде панакотты («варёных сливок»).
Сыр Гудбрандсдален
— традиционный норвежский сыр. В Норвегии издавна было принято варить сыворотку, превращая её в мягкий коричневый сыр. В 1860 году Энни Хоф, жена фермера, первой добавила сливки в варёную сыворотку. В старости за свой вклад в создание сыра этого сорта она была награждена Королевской медалью. Необычный цвет и вкус сыра Гудбрандсдален — результат процесса производства. Его производят из козьего молока, коровьих сливок и молочной сыворотки и варят до тех пор, пока содержащийся в них сахар не начинает превращаться в карамель. На вкус Гудбрандсдален поначалу тоже похож на карамель — нежный, сладковатый, приятно тягучий. После этого на языке чувствуется кислинка, а затем и пикантная острота сыра. В наши дни Гудбрандсдален считается одним из самых популярных национальных продуктов. Кулинары также добавляют этот сыр в соусы и сырное фондю.

## Дочерние компании
Дочерние компании, полностью или частично принадлежащие Tine:
- Diplom-Is — крупнейший производитель мороженого в Скандинавии (100 % принадлежит Tine)
- Fjordland — компания фастфуда (51 % принадлежит Tine)
- Norseland Ltd. — подразделение в Великобритании и Ирландии (100 % принадлежит Tine)
- Norseland Inc. — продаёт сыры в США и Канаде (100 % принадлежит Tine)
- FellesJuice — производит и продаёт соки и безалкогольные напитки в Норвегии (100 % принадлежит Tine)
- OsteCompagniet — продаёт дорогие сыры в Норвегии (100 % owned by Tine)
- Wernersson Ost — продаёт сыры мировых производителей в Норвегии (100 % принадлежит Tine)
- Maritex — производит и продаёт продукты из рыбьего жира (100 % принадлежит Tine)
- Salmon Brands  — производит, продаёт продукты из лосося (51 % принадлежит Tine)
- Lofotprodukt — производит и продаёт рыбные продукты (41 % принадлежит Tine)
- Landteknikk — производит и продаёт товары, необходимые для производства молочных и рыбных продуктов (49 % принадлежит Tine)